# Château de Vordingborg
Les ruines du château de Vordingborg  sont situées dans la ville de Vordingborg au Danemark.

## Histoire
Le château a été construit en 1175 par le roi Valdemar Ier (Valdemar le Grand) dans le but de défendre la région et de lancer des attaques sur les côtes allemandes. Son demi-frère construisit un deuxième château à Copenhague. Valdemar II (Valdemar le Victorieux) utilisa le château pour répandre son influence en mer Baltique et c'est en 1241, lors de l'assemblée générale du royaume réunie au château, que la Loi de Jutland fut publiée. À l'époque du roi Valdemar IV de Danemark, le château contient neuf tours et un mur défensif de 800 mètres de long. La reine Marguerite Ire de Danemark, fille de Valdemar IV naquit en 1353. Les traités de Vordingborg de 1365 et 1435 entre le royaume du Danemark et la Hanse furent signés au château.
Après les guerres suédoises, une grande partie du château fut détruite dans le but de le reconstruire en château résidentiel pour le prince Jørgen, fils de Frédéric III de Danemark, mais le prince ne s'y installa jamais et le château fut détruit au XVIIIe siècle. Trois manoirs furent construits à proximité, dont Iselingen qui était un lieu de rencontre entre artistes et scientifiques au XIXe siècle.
Aujourd'hui, le château de Vordingborg est en ruines bien qu´une partie du mur datant du XIVe siècle existe encore. Le seul témoin conservé est la tour de 26 mètres appelée Gåsetårnet qui est devenue un symbole de la ville. Le nom de la tour provient d'une légende datant de la guerre opposant le Danemark à la ligue Hanséatique. Valdemar Atterdag aurait perché au sommet de la tour (tårnet en danois) une oie (Gåse en danois) en or pour narguer la ligue Hanséatique. 
La tour fut le premier monument historique protégé au Danemark, le 24 décembre 1808.
À proximité du château, il existe un jardin botanique et un musée. Il existe un projet d'agrandissement du musée pour inclure l'historique des châteaux du Danemark.